# Antonio Orbe
Antonio Valentín Orbe Garicano (Vergara, Guipúzcoa, 13 de febrero de 1917 - Loyola, Guipúzcoa, 8 de junio de 2003) fue un jesuita español, teólogo especializado en Patrística que destacó por sus estudios realizados en torno a los valentinianos e Ireneo de Lyon y que es conocido como el redescubridor de la teología denominada de “tradición asiática”. Fue profesor de la Universidad Pontificia Gregoriana de Roma desde 1949 hasta 1995.

## Trayectoria
Quedó huérfano de padre a los diez años e ingresó entonces en el Colegio Apostólico en Javier (Navarra), y posteriormente fue trasladado a Sangüesa. Con quince años, el 7 de septiembre de 1932, ingresó en el noviciado de la Compañía de Jesús en Tournai (Bélgica) donde comenzó su formación filosófica, la cual finalizó en Colegio Máximo de Oña. Ejerció un par de años como maestrillo de Derecho en Deusto y luego regresó a Oña (Burgos) continuando sus estudios teológicos. Recibió la ordenación sacerdotal el 14 de julio de 1944 y seguidamente estudió en Gandía (Valencia), Roma y París. Entre 1946 y 1948 elaboró su tesis doctoral en la Universidad Pontificia Gregoriana de Roma. Posteriormente se incorporó al claustro de profesores impartiendo diversos cursos sobre la teología cristiana primitiva hasta 1995, año en que fue trasladado a Loyola donde falleció el 8 de junio de 2003.

## El estudio entendido como misión religiosa
Antonio Orbe fue un hombre entregado al estudio. Para el dominio de la dogmática (escriturística, patrística y especulativa) consideraba necesario el aprendizaje del latín y del griego como manifestaba a sus alumnos:

Lo studente d’oggi non sa il greco e neanche il latino [...] Se aiuta molto la padronanza del latino, molto più fa quella del greco e del latino assieme. I grandi Padri sono stati greci e latini. E così i grandi Concili.
Antonio Orbe

De muchos países provienen los alumnos que han realizado sus tesis doctorales con el Padre Orbe y que hoy desarrollan una labor en el mundo intelectual y académico: Eugenio Romero Pose, Juan José Ayán, José Montserrat Torrents, Ysabel de Andía y Luis F. Ladaria, entre otros. También es fruto de su trabajo el surgimiento de la llamada “escuela del Padre Orbe”.

## La escuela del Padre Orbe
Se denomina así a la corriente teológica que surge en torno a Antonio Orbe y que reúne ciertas características. Se interesa fundamentalmente por la teología prenicena tanto ortodoxa como heterodoxa; deja de lado la clásica estructuración de la Patrística según el binomio “padres griegos-padres latinos” para seguir la postulada por Orbe basada en las diferentes tradiciones teológicas existentes en los primeros siglos del cristianismo: tradición gnóstica, tradición asiática, tradición alejandrina, tradición africana y tradición agustiniana; aplica el método comparativo y ad fontes.

## Producción literaria
Cuenta con una producción literaria conformada por 16 obras científicas, 109 artículos de investigación, 15 libros de espiritualidad y numerosas recensiones.

### Obras de investigación
- La Epínoia. Algunos preliminares históricos de la distinción "kat'epinoian" (En torno a la filosofía de Leoncio Bizantino) (1955).
- En los albores de la exégesis iohannea (Ioh 1,32). Estudios valentinianos II (Roma 1955).[9]
- Los primeros herejes ante la persecución. Estudios valentinianos V (1956).
- Hacia la primera teología de la procesión del Verbo. Estudios valentinianos I/1 y I/2 (1958).[10][11]
- La unción del Verbo. Estudios valentinianos III (1961).
- La teología del Espíritu Santo. Estudios valentinianos IV (1966).
- Antropología de San Ireneo (1969).
- Parábolas evangélicas en San Ireneo (1972).[12][13]
- Cristología gnóstica. Introducción a la soteriología de los siglos II y III (1976).[14][15]
- Teología de San Ireneo. Comentario al Libro V del “Adversus haereses” (1985-1988).[16][17]
- En torno a la Encarnación (1985).
- Il Cristo. Testi teologici e spirituali dal I al IV secolo, a cura di Antonio Orbe e Manlio Simonetti (1990).
- Introducción a la teología de los siglos II y III (1987) – Traducción: La teologia dei seccoli II e III. Il confronto della Grande Chiesa con lo gnosticismo. Vol. I: Temi veterotestamentari. Vol. II: Temi neotestamentari. Edizione italiana a cura di A. Zani (1995).[18]
- Espiritualidad de San Ireneo (1989).[19]
- Estudios sobre la teología cristiana primitiva (1994).[20]
- Teología de San Ireneo IV. Traducción y comentario del Libro IV del "Adversus Haereses" (1996).[21]

### Libros de espiritualidad
- A solas con el Señor (1955).
- Amor extremo: (In finem dilexit) (1958).
- Dios habla en el silencio (1959).
- El pan de vida (1959).
- Agua de vida. Divagaciones sobre el diálogo del Señor con la samaritana (1962).
- Carta de San Pablo a los Romanos. Consideraciones primeras (Rom 1-4) (1963).
- Camino de Belén (divagaciones intrascendentes) (1964).
- Yo soy la resurrección y la vida (1966).
- Elevaciones sobre el amor de Cristo (1974).
- Anunciación. Meditaciones sobre Lucas 1, 26-38 (1976).
- Oración sacerdotal. Meditaciones sobre Juan 17 (1979).
- Amor sin medida. Consideraciones sobre Jn 13, 1-15 (1983).
- Del Olivete al Calvario. Meditaciones sobre la Pasión (1989).
- Vísperas de la Ascensión: meditaciones sobre la vida de Jesús (1990).
- El Niño Dios: meditaciones sobre la infancia de Jesús (1993).